# Roodkruinstaartmees
De roodkruinstaartmees of roodkopstaartmees (Aegithalos concinnus) is een zangvogel uit de familie staartmezen (Aegithalidae). De vogel behoort niet tot de familie van echte mezen (Paridae), staartmezen vormen een eigen familie. 

## Verspreiding en leefgebied
Deze soort komt voor van de Himalaya tot zuidelijk Vietnam en telt 6 ondersoorten, verdeeld in drie groepen, die ook wel als soorten worden gezien:
- Aegithalos (concinnus) iredalei - "roodkruinstruikzanger" de Himalaya.
- de concinnus-groep - "roodkopstruikzanger":
  - Aegithalos concinnus manipurensis: noordoostelijk India en westelijk Myanmar.
  - Aegithalos concinnus talifuensis: noordoostelijk Myanmar, zuidelijk China en noordelijk Indochina.
  - Aegithalos concinnus pulchellus: oostelijk Myanmar en noordwestelijk Thailand.
  - Aegithalos concinnus concinnus: het oostelijke deel van Centraal-en zuidoostelijk China, noordoostelijk Vietnam en Taiwan.
- Aegithalos (concinnus) annamensis - "grijskruinstruikzanger": zuidelijk Indochina.